# 上飯田線
上飯田線（日语：／ Kami-iida sen */?）是由名古屋市營地下鐵所營辦的一条地铁路線，其線路代表顏色为■粉紅色，由北起的上飯田至南端的平安通；全长僅有0.8公里，是日本國內距離最短之地下鐵路線。每日除首班由平安通開出及尾班由上飯田開出的列車只行駛本線段外，其餘均與名古屋鐵道的小牧線進行直通運轉至犬山站，而上、下午繁忙時段另增設往小牧站的區間車。
所有車站由2011年起均可使用manaca，而Tranpass票卡則自2012年2月29日起停止使用。

## 概要
本線興建的目的主要是讓名鐵小牧線沿線及小牧市居民可以有更直接的途徑前往名古屋市中心，並藉平安通站接駁名城線前往其他地區。
本線各站均設置了可動式月台門。

### 路線資料
- 管轄、路線距離（營業距離）：
  - 名古屋市交通局（第二種鐵道事業者）：
    - 平安通－上飯田間[1]0.8公里

  - 上飯田連絡線（第三種鐵道事業者）：
    - 上飯田－平安通間 0.8公里
- 軌距：1067毫米
- 站數：2個（包括起終點站）
- 複線路段：全線
- 電氣化路段：全線（直流1500V、高架電纜）
- 閉塞方式：車內信號式
- 最高速度：75公里/小時

## 營運型態
幾乎所有列車和名鐵小牧線採直通運行，但在0：28於平安通出發開往上飯田的末班車，以及5：35於上飯田出發開往平安通的首班車，只有在地下鐵路線內運行。
大部份時間，日間上飯田～犬山間採取15分鐘固定間距的班次，下午則為10-20分鐘一班；而在上、下午繁忙時間則加開上飯田～小牧的區間車，每15或30分鐘一班。令上飯田～小牧間的早上繁忙時間班次為每隔7分30秒一班、下午繁忙時間班次為10分鐘一班。另外，本路線採單人運行方式。

## 車站列表
車站編號則以名古屋市交通局〈第二種鐵道事業者〉路線為準，由平安通為起點。所有車站都位於愛知縣名古屋市北區。
| 車站編號                         | 中文站名 | 日文站名 | 英文站名 | 營業距離 | 接續路線                                |
| -------------------------------- | -------- | -------- | -------- | -------- | --------------------------------------- |
| 直通運行至名古屋鐵道小牧線犬山站 |          |          |          |          |                                         |
| K01                              | 上飯田   |          |          | 0.0      | 名古屋鐵道： 小牧線（KM13）（直通運行） |
| K02                              | 平安通   |          |          | 0.8      | 名古屋市營地下鐵： 名城線（M11）        |

## 外部連結
- 上飯田連絡線株式會社（页面存档备份，存于）（日語）